# Ștefan Mihu
Ștefan Mihu (n. 12 mai 1953

) este un senator român, ales în 2016. 